# Chileens referendum 1988
Het Chileens referendum van 5 oktober 1988 was een volksraadpleging die door de dictatoriale regering onder president Augusto Pinochet was uitgeschreven met de vraag of het ambtstermijn van de president met acht jaar te verlengen. Uiteindelijk werd het regeringsvoorstel met 55,99% van de kiezers verworpen, hetgeen het einde inluidde van het militaire bewind dat Chili al sinds 1973 in zijn greep hield.

## Het referendum

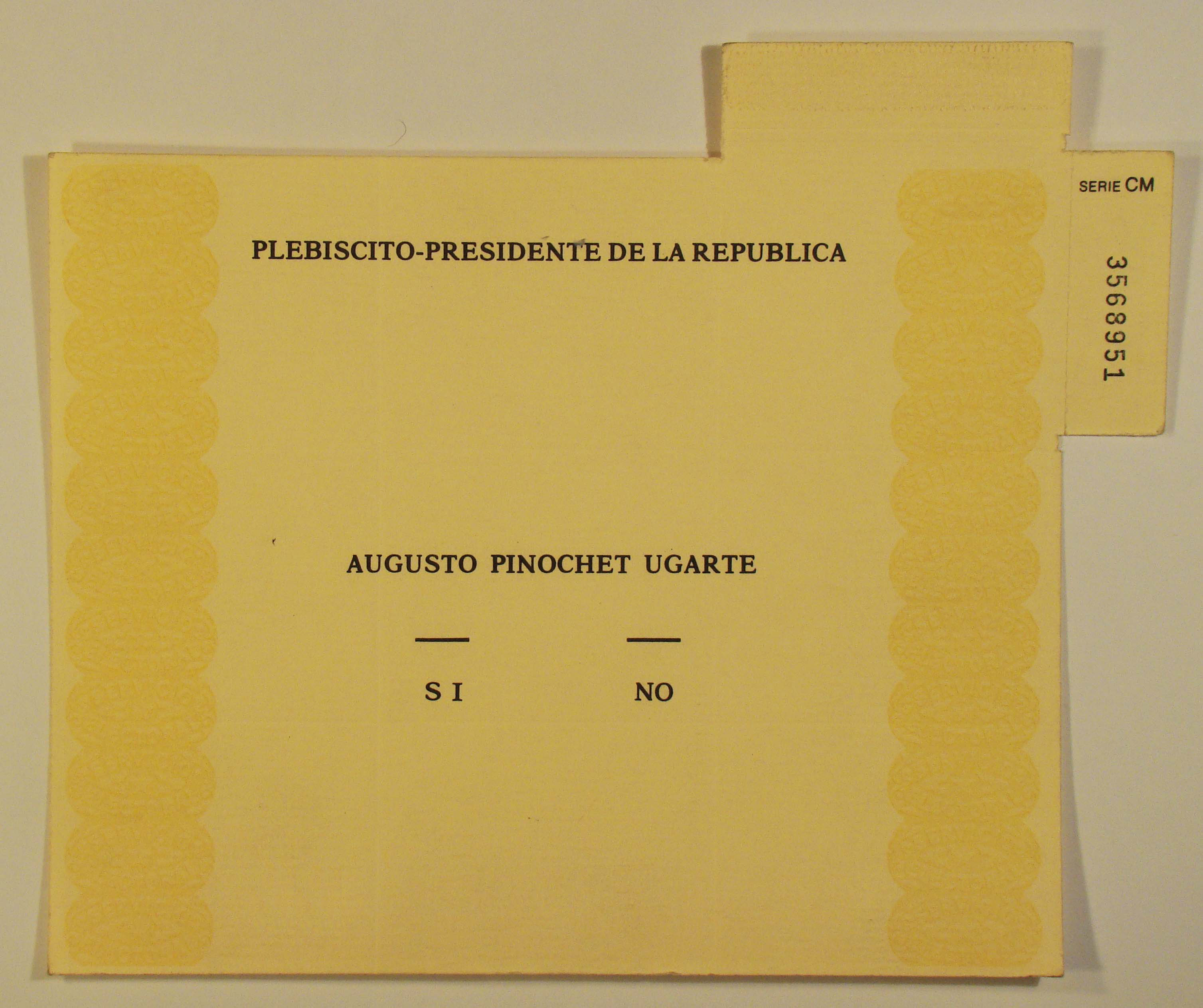
Het originele stembiljet

Het referendum bestond uit twee keuzes:
- Ja: Het ambtstermijn van de zittende president wordt met acht jaar verlengd (met ingang van 11 maart 1989), waarna binnen negen maanden parlementsverkiezingen zullen worden gehouden. Het gekozen parlement (dat dan het eerste parlement zou worden sinds de ontbinding in 1973) vervangt de junta (dat sinds 1974 fungeerde als een soort adviesraad) zal op 11 maart 1990 worden ingezworen.
- Neen: De verlenging van het ambtstermijn van de zittende president wordt verworpen. President en junta blijven nog één jaar aan (aanvang van dat laatste jaar zal dan 11 maart 1989 worden) en treden op 11 maart 1990 terug ten gunste van een nieuw-gekozen president en parlement. Verkiezingen zullen worden gehouden drie maanden vóór het verstrijken van het ambtstermijn van de president.

Iedere Chileen van 18 jaar of ouder was (volgens de grondwet van 1980) stemgerechtigd.

### Campagne
Van meet af aan ondernam de militaire regering pogingen om de uitslag naar haar hand te zetten. Politieke partijen - sinds enige tijd weer legaal - werden door de junta beïnvloed om actief campagne te gaan voeren om zoveel mogelijk "ja"-stemmers te vergaren. Uiteindelijk bleken de centrumrechtse partijen het meest bereid om het "ja"-kamp te dienen. Het "ja"-kamp speelde in op de angst bij veel Chilenen dat bij een "nee"-stem de chaos van de jaren 70 weer zal terugkeren en dat Chili zou worden omgevormd tot een socialistische staat.
De partijen van het centrum en die partijen met een duidelijk links profiel waren echter mordicus tegen een verlenging van het ambtstermijn van de dictator. Zij voerden een actieve "neen"-campagne. Heel duidelijk liet het "neen"-kamp weten dat er geen sprake zou zijn van een terugkeer van een socialistisch Chili: de Partido Demócrata Cristiano (christendemocraten), de Partido Socialista (socialisten) en de Partido Radical (radicalen) lieten weten dat hun belangrijkste doel het herstellen van de democratie was en dat men het economische beleid van de junta (neoliberalisme) goeddeels onveranderd zal blijven. De campagne van het "neen"-kamp verliep veel succesvoller dan dat van het "ja"-kamp, hetgeen de juntaleden later ook ruiterlijk zouden erkennen.

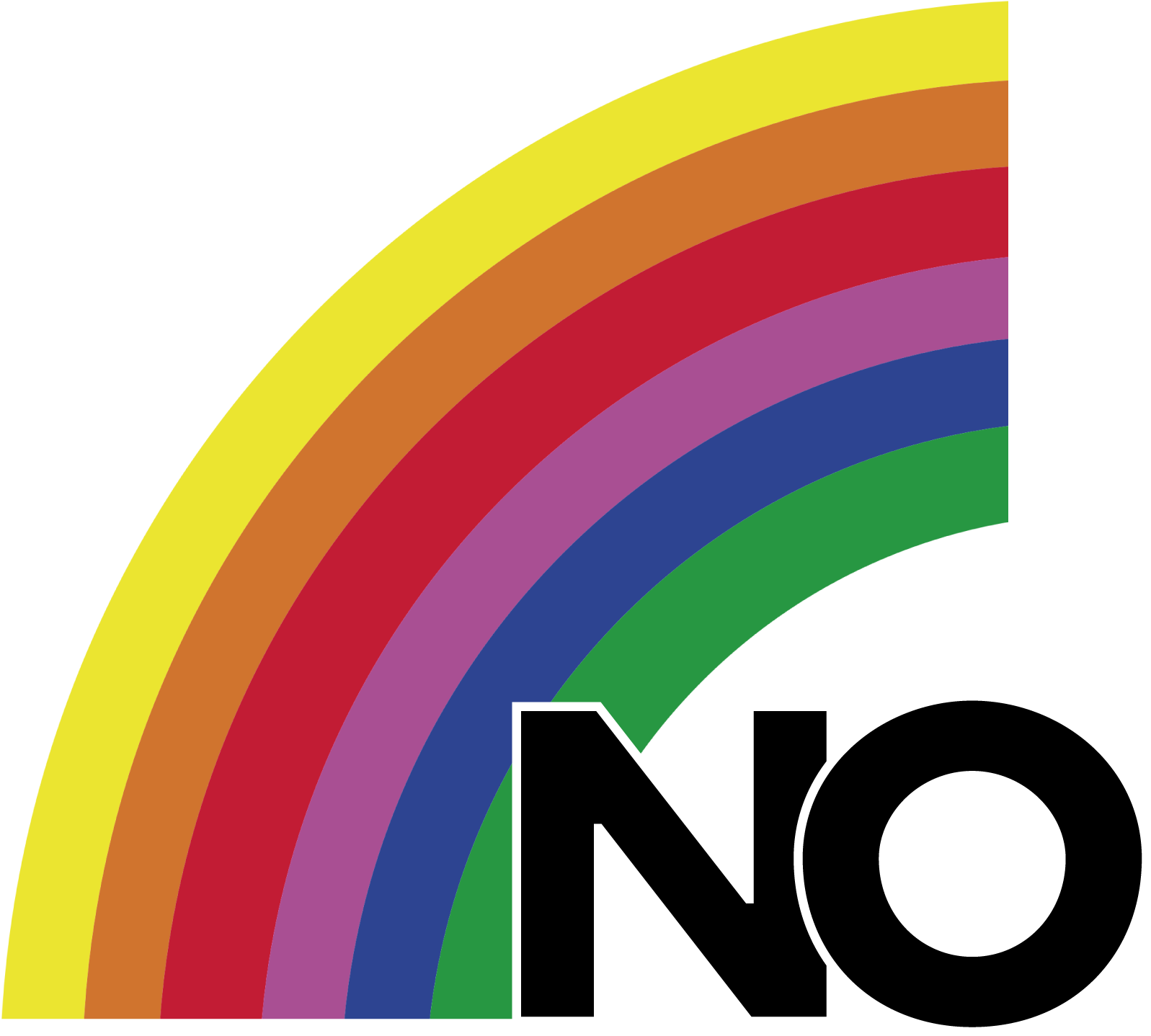
Het logo van het "neen"-kamp. De kleuren van de regenboog is een verwijzing naar de veelzijdigheid aan politieke ideologieën die het "neen"-kamp vertegenwoordigde.

| Partijen die behoorden tot het "ja"-kamp                           | Partijen die behoorden tot het "ja"-kamp | Partijen die behoorden tot het "ja"-kamp |
| Afbeelding                                                         | partij                                   | ideologische stroming                    |
| ------------------------------------------------------------------ | ---------------------------------------- | ---------------------------------------- |
|                                                                    | Partido Democrático de Chile             | rechts                                   |
|                                                                    | Gran Frente Cívico de Chile              | centrumrechts                            |
|                                                                    | Avanzada Nacional                        | uiterst-rechts                           |
|                                                                    | Unión Demócrata Independiente            | centrumrechts/rechts                     |
|                                                                    | Democracia Radical                       | centrum/centrumrechts                    |
|                                                                    | Partido del Sur                          | rechts                                   |
|                                                                    | Partido Liberal Demócrata de Chile       | centrumrechts                            |
|                                                                    | Partido Nacional                         | centrumrechts/rechts                     |
|                                                                    | Partido Socialdemócrata                  | centrum/centrumlinks                     |
|                                                                    | Renovación Nacional                      | centrumrechts/rechts                     |
| Partijen die behoorden tot het "neen"-kamp                         |                                          |                                          |
| Afbeelding                                                         | partij                                   | ideologische stroming                    |
|                                                                    | Partido Demócrata Cristiano              | centrum                                  |
|                                                                    | Alessandrismo Nacional Independiente     | centrum                                  |
|                                                                    | Izquierda Cristiana                      | centrumlinks/links                       |
|                                                                    | Los Jubilados                            | centrum                                  |
|                                                                    | Los Verdes                               | centrumlinks                             |
|                                                                    | Movimiento de Acción Popular Unitaria    | links                                    |
|                                                                    | MAPU Obrero Campesino                    | links                                    |
|                                                                    | Movimiento de Izquierda Revolucionaria   | uiterst links                            |
|                                                                    | Partido Comunista de Chile               | uiterst links                            |
|                                                                    | Partido Democrático Nacional             | centrum                                  |
|                                                                    | Partido Humanista                        | links                                    |
|                                                                    | Partido Liberal                          | centrumrechts                            |
|                                                                    | Partido Nacional por el NO               | centrumrechts/rechts                     |
|                                                                    | Partido por la Democracia                | links                                    |
|                                                                    | Partido Radical                          | centrum                                  |
|                                                                    | Partido Radical Socialista Democrático   | links                                    |
|                                                                    | Partido Socialdemocracia Chilena         | centrum/centrumlinks                     |
|                                                                    | Partido Socialista-Almeyda               | centrumlinks                             |
|                                                                    | Partido Socialista Histórico             | centrumlinks                             |
|                                                                    | Partido Socialista-Mandujano             | centrumlinks                             |
|                                                                    | Partido Socialista-Núñez                 | centrumlinks                             |
|                                                                    | Unión Socialista Popular                 | links                                    |
| Partijen die noch tot het "ja", noch tot het "neen"-kamp behoorden |                                          |                                          |
| Afbeelding                                                         | partij                                   | ideologische stroming                    |
|                                                                    | Partido Socialista Chileno               | centrum/centrumlinks                     |

### Resultaten
| Chileens referendum van 1988                  | Chileens referendum van 1988 | Chileens referendum van 1988 |
| Uitslag                                       | Uitslag                      | Uitslag                      |
|                                               | stemmen                      | percentage                   |
| --------------------------------------------- | ---------------------------- | ---------------------------- |
| Ja                                            | 3.119.110                    | 44,01%                       |
| Nee                                           | 3.967.569                    | 55,99%                       |
| Geldig uitgebrachte stemmen                   | 7.086.679                    | 97,72%                       |
| Ongeldig uitgebrachte stemmen/ blanco stemmen | 165.254                      | 2,28%                        |
| Totaal                                        | 7.251.933                    | 100%                         |
| Geregistreerde stemmers/ opkomst              | 7.435.913                    | 97,53%                       |